# تيرينس جونز
تيرينس جونز (بالإنجليزية: Terrence Jones)‏ هو لاعب كرة قدم كندية أمريكي، ولد في 18 يونيو 1966 في نيو أورلينز في الولايات المتحدة.

## وصلات خارجية
- تيرينس جونز على موقع JustSportsStats.com (الإنجليزية)